# شهرستان یگوریفسکی (سرزمین آلتای)
شهرستان یگوریفسکی (به لاتین: Yegoryevsky District) یک منطقهٔ مسکونی در روسیه است که در سرزمین آلتای واقع شده‌است.